# 藁城站
藁城站，位于中华人民共和国河北省石家庄市藁城区廉州镇，是石德铁路上的火车站，建于1940年，由中国铁路北京局集团管辖，目前车站仅办理货运业务。

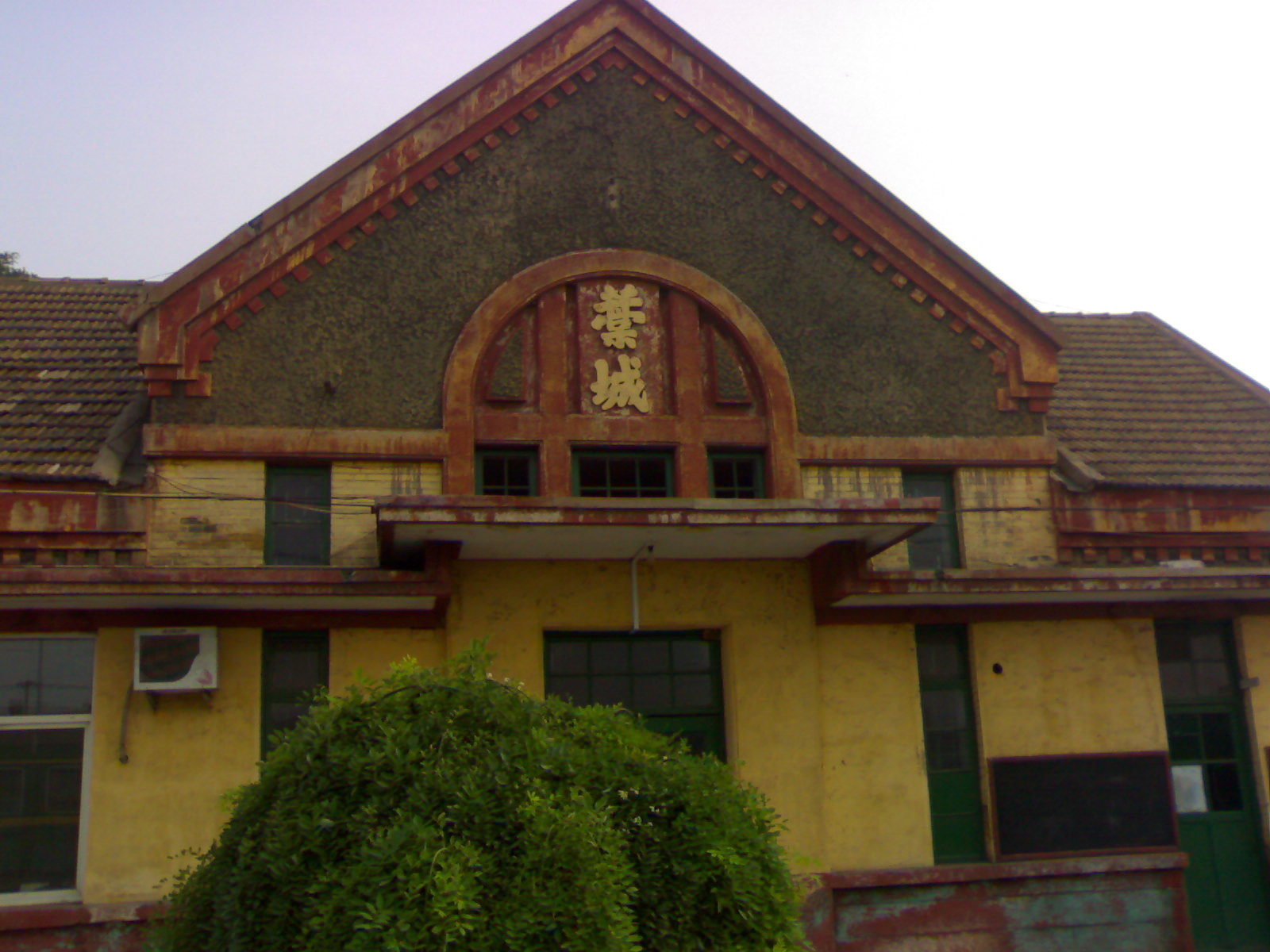
藁城站原老站房，后用作锅炉房

## 歷史
- 建于1940年。
- 2020年10月12日起，藁城站停止客运业务办理。停办客运前的最后一趟列车为10月11日晚的K729次列车。

## 車站周邊
- 永安酒店
- 水上公园
- 藁城区实验小学
- 藁城公交站
- 藁城区质量技术监督局
- 藁城区林业局
- 中国农业银行藁城支行城关分理处

## 外部連結
- 中国铁路客户服务中心（页面存档备份，存于）